# Stefan Holm
Stefan Holm (* 25. Mai 1976 in Forshaga) ist ein ehemaliger schwedischer Hochspringer und Olympiasieger.
Die ersten großen Erfolge hatte Holm bei Hallenwettbewerben. Er wurde viermal Weltmeister in der Halle: 2001 in Lissabon mit 2,32 m, 2003 in Birmingham mit 2,35 m, 2004 in Budapest mit 2,35 m und 2008 in Valencia mit 2,36 m. Zweimal wurde er Halleneuropameister: 2005 in Madrid mit 2,40 m und 2007 in Birmingham mit 2,34 m.
Im Freien war der erste große Erfolg seine Silbermedaille bei den Weltmeisterschaften 2003 in Paris mit 2,32 m. Bei den Olympischen Spielen 2004 in Athen gewann er dann die Goldmedaille mit 2,36 m. Bei den Weltmeisterschaften 2005 in Helsinki startete er dann als Topfavorit, wurde aber in einem Wettbewerb mit sehr durchschnittlichen Leistungen mit 2,29 m nur Siebter. Auch bei den Europameisterschaften 2006 im heimatlichen Göteborg gewann er dann immerhin die Bronzemedaille. 2007 belegte Holm bei den Weltmeisterschaften in Osaka genauso den vierten Platz, wie im Jahr darauf bei den Olympischen Spielen in Peking.
Holm war mit einer Größe von 1,81 m (bei einem Wettkampfgewicht von 70 kg) der kleinste der Weltklassehochspringer, bis sein 1,80 m großer Landsmann Linus Thörnblad 2006 zur Weltelite vorstieß. Holm hat in der schwedischen Stadt Karlstad Wirtschaft studiert und wurde seit 1996 von seinem Vater Johnny Holm trainiert. 2004 wurde er mit der Svenska-Dagbladet-Goldmedaille und dem Radiosportens Jerringpris geehrt.
Seit 2013 ist er IOC-Mitglied.